# Čierna (potok)
Čierna – potok, prawy dopływ Zdziarskiego Potoku (Ždiarsky potok) na Słowacji. Jest ciekiem 4 rzędu. Wypływa na wysokości około 1435 m na północnych stokach Andrejcovej (Andrejcová) w Niżnych Tatrach. Spływa w kierunku północnym i na wysokości około 1117 m w Dolinie Zdziarskiej (Ždiarska dolina) uchodzi do Zdziarskiego Potoku. Miejsce jego ujścia znajduje się między polanami Stanikovo i Budnárka.
Zlewnia potoku Čierna to porośnięte lasem północne stoki Niżnych Tatr, w obrębie Parku Narodowego Niżne Tatry.